# Månstorps gavlar

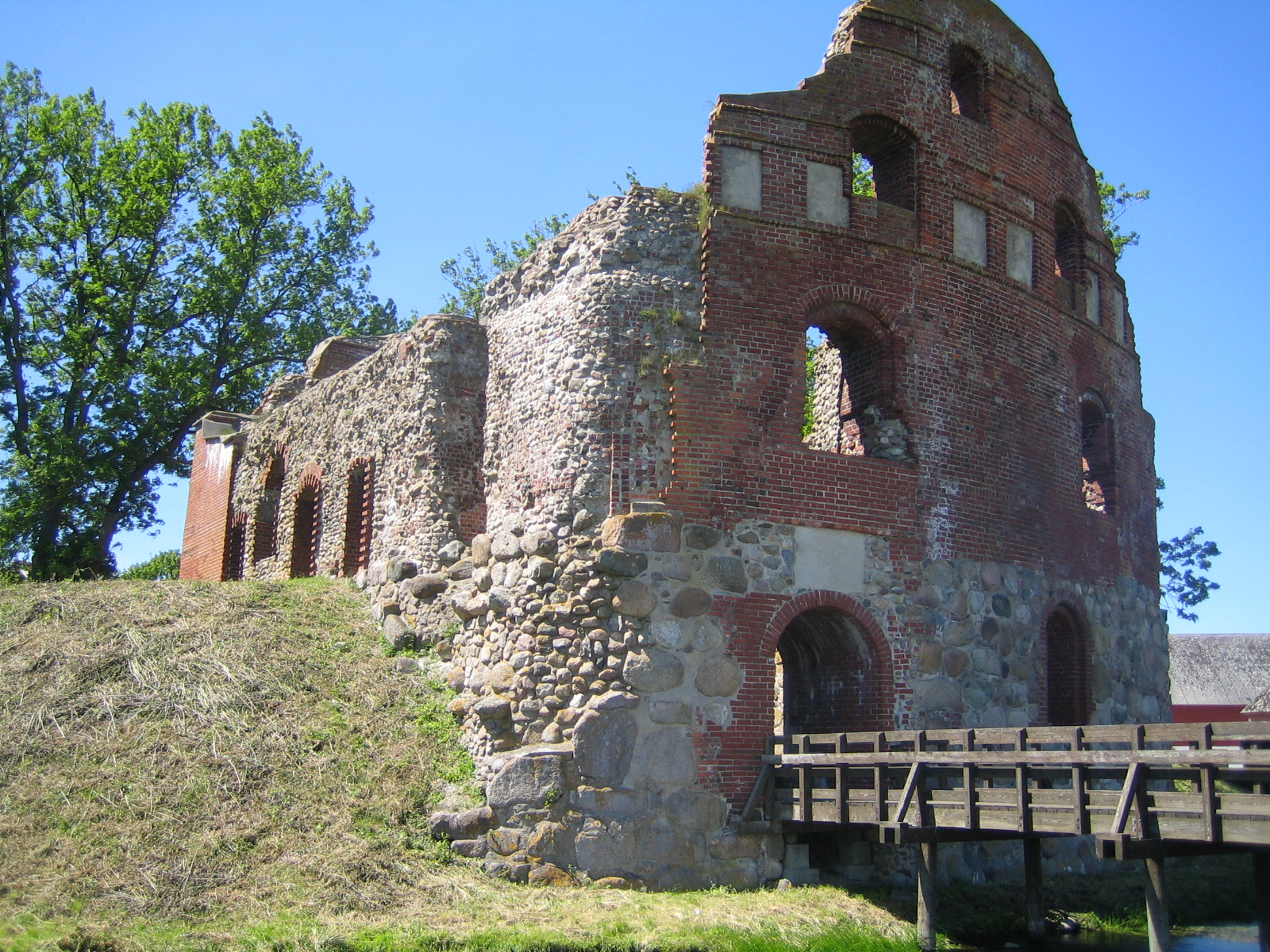
Månstorps gavlar.

Månstorps gavlar är en slottsruin på Söderslätt i Västra Ingelstads socken i Vellinge kommun i Skåne.
Månstorps gavlar ligger öster om länsväg 101 mellan Västra Ingelstad och Östra Grevie. Anläggningen bestod av en ringformig vall med vallgrav, där huvudbyggnaden var inpassad i vallen.

## Historia
Månstorp är en urgammal sätesgård, Mogenstrup, vars förste kände ägare tillhörde den danska släkten Hack. Senare tillhörde den medlemmar av släkten Bille, bland andra rikshovmästaren Eske Bille, som 1540–1547 byggde Månstorp med all den tidens lyx. Från danska kronan övergick det som bornholmskt vederlagsgods till den svenska kronan. Slottet förlänades till Skånes generalguvernör, riksamiral Gustav Otto Stenbock, men blev därefter bland annat översteboställe. Under skånska kriget (1675–1679) hade slottet först dansk besättning. Efter slaget vid Lund fick det svensk besättning och förstördes sedan av danskarna 1678. Det blev sedan aldrig återuppbyggt, utan förföll alltmer och nu återstår endast en ruin. Ruinen frilades och konserverades 1928–1936.